# イオンタウン大館西
イオンタウン大館西（イオンタウンおおだてにし）は、秋田県大館市にある、イオンタウンが管理・運営を行っているショッピングセンター。大店立地法での届出上の名称は「大館西ショッピングセンター」である。

## 概要
1995年8月、国道7号沿いに「マックスバリュ大館西店」と「メガマート」を核店舗として開業した。
ロック開発株式会社（現・イオンタウン株式会社）が開発した3番目のショッピングセンターであり、管理・運営も同社が行っていたが、設置者は企業ではなく個人であった。2006年2月にカーライル・グループとエス・オー・ダブリューなどが共同でロック開発より施設を取得したが、運営は引き続きロック開発が行っている。カーライル・グループは施設の資産価値を高めるために、改装や新規テナントの誘致を必要に応じて行うと発表した。
2011年8月31日付でイオン株式会社がロック開発株式会社のすべての株式を取得・100%子会社化し、9月1日に社名をイオンタウン株式会社に変更した。
これに伴って順次施設名をロックタウンからイオンタウンに変更することになり、当施設もロックタウン大館西をイオンタウン大館西に改称した。
届け出上の名称は「ロックタウン大館西」・「イオンタウン大館西」ではなく「大館西ショッピングセンター」である。
開設当初の核店舗「マックスバリュ大館西店」は、秋田県で唯一のジャスコ（現在のイオンリテール）が運営していたマックスバリュであったが、ジャスコの経営合理化などにより、1998年8月に店舗はジャスコマックスバリュ事業本部から北日本ウエルマート（現在のイオン東北）に移管した。2008年に入り経費削減などの理由により24時間営業を取りやめる。また、業績不振のため「マックスバリュ」から食品ディスカウントの「ザ ビッグ」に業態転換し、2008年12月に「ザ ビッグ大館西店」としてリニューアルオープンした（「ザ ビッグ」としては秋田県初出店）。

## 沿革
- 1995年（平成7年）8月11日 - 「ロックショッピングタウン大館西」として開業[1]。
- 1999年（平成11年）8月 - 「マックスバリュ大館西店」の運営をジャスコから北日本ウエルマートに移管[5]。
- 2002年（平成14年）8月21日 - 「マックスバリュ大館西店」24時間営業開始[2]。
- 2006年（平成18年）
  - 2月28日 - カーライル・グループなどがロック開発より施設を取得[3]。
  - 5月17日 - カーライル・グループが当施設と「パワーセンター大津」を約80億円で取得したと発表[3]。
- 2008年（平成20年）12月12日 - 「マックスバリュ大館西店」を「ザ ビッグ大館西店」に改称し、リニューアルオープン[7]。
- 2011年（平成23年）9月1日 - 運営会社の「ロック開発」が「イオンタウン」に改称[4]。
- 2015年（平成27年）3月1日 - 「ホーマック大館西店」から「DCMホーマック大館西店」に改称。
- 2022年（令和4年）9月1日 - 「DCMホーマック大館西店」から「DCM大館西店」に改称[8]。

## テナント
- ザ・ビッグ大館西店
- DCM大館西店